# Drothems kyrka
Drothems kyrka är en kyrkobyggnad i Söderköping, Östergötland, uppförd på 1200-talet. Sedan 1 januari 2005 ingår den i Söderköpings församling.

## Etymologi
Namnet "Drothem" är en förvanskning av det fornsvenska "Drotin", vilket betyder "Herren" eller "Gud". Drothems kyrka i Söderköping benämndes under medeltiden S:t Drotten eller S:ta Trinitas.

## Historik
Under medeltiden fanns ett flertal kyrkor i och kring Söderköping: Sankt Laurentii och Sankt Egidius (eller Sankt Ilian) inne i staden, Drothems kyrka strax utanför den egentliga stadsbebyggelsen, Skönberga kyrka cirka två kilometer utanför stadskärnan, samt kyrkor och kapell vid stadens fransciskanerkonvent, helgeandshus och hospital.
Drothems kyrka uppfördes intill en äldre begravningsplats, och ett par hundra meter väster om franciskanernas klosterkyrka. 
Den föregicks av en äldre kyrkobyggnad, som troligen var belägen norr om den nuvarande. 
Fram till den 31 december 2004 var kyrkan församlingskyrka i dåvarande Drothems församling, som den 1 januari 2005 uppgick i Söderköpings församling.

## Kyrkobyggnaden
Strax intill kyrkan står en klockstapel, vars nuvarande huv tillkom vid en ombyggnad 1788.
Kyrkan har treskeppigt långhus med rakslutet korparti och sakristia i norr. I nordväst och sydost finns strävpelare. Invändigt delas kyrkan av en snedställd tvärmur mellan kor och långhus. Byggnaden är uppförd av natursten, med sakristia, gavelrösten, valv, omfattningar med mera av tegel. Trappgavlarna är försedda med blinderingar. Kyrkan har vitputsade fasader och täcks av ett sadeltak. Ingångarna är belägna i väster och söder.
Kyrkan dateras till 1200-talets slut eller 1300-talets början. Vid en byggnadsarkeologisk undersökning 1979–1980 framkom att sakristian ursprungligen hade fyra valv och en mittpelare. Däremot kunde inte långhusets inre gestaltning med säkerhet bestämmas. Kyrkan härjades av stadsbranden 1385, eller möjligen av branden 1418. Vid återuppbyggnaden välvdes kyrkan till en treskeppig hallkyrka, sakristians nuvarande valv tillkom och tvärmuren uppfördes som stöd för de kraftigt inåtlutande långhusmurarna. Det östra gavelröstet reparerades och en strävpelare uppfördes i sydost. Strävpelarna i nordväst tillhör kyrkans första byggnadsperiod. Kyrkan har haft en takryttare, som togs ner i mitten av 1700-talet. 1762 vitmenades interiören, och 1771 rappades och vitmenades exteriören. Under 1700-talet förstorades även fönstren. År 1844 genomfördes en omfattande renovering, som delvis förstörde medeltidskyrkans egenart. Den nuvarande öppna bänkinredningen samt fönsterbågarna av gjutjärn tillkom vid en renovering 1892. På 1950-talet genomfördes omfattande förstärkningsarbeten. Överstelöjtnant Anders Watz, ägare av Loddby i Drothem, skänkte orgel, predikstol, klocka, mässhake, dopfunt och altarkläde till kyrkan år 1644.

## Bildgalleri

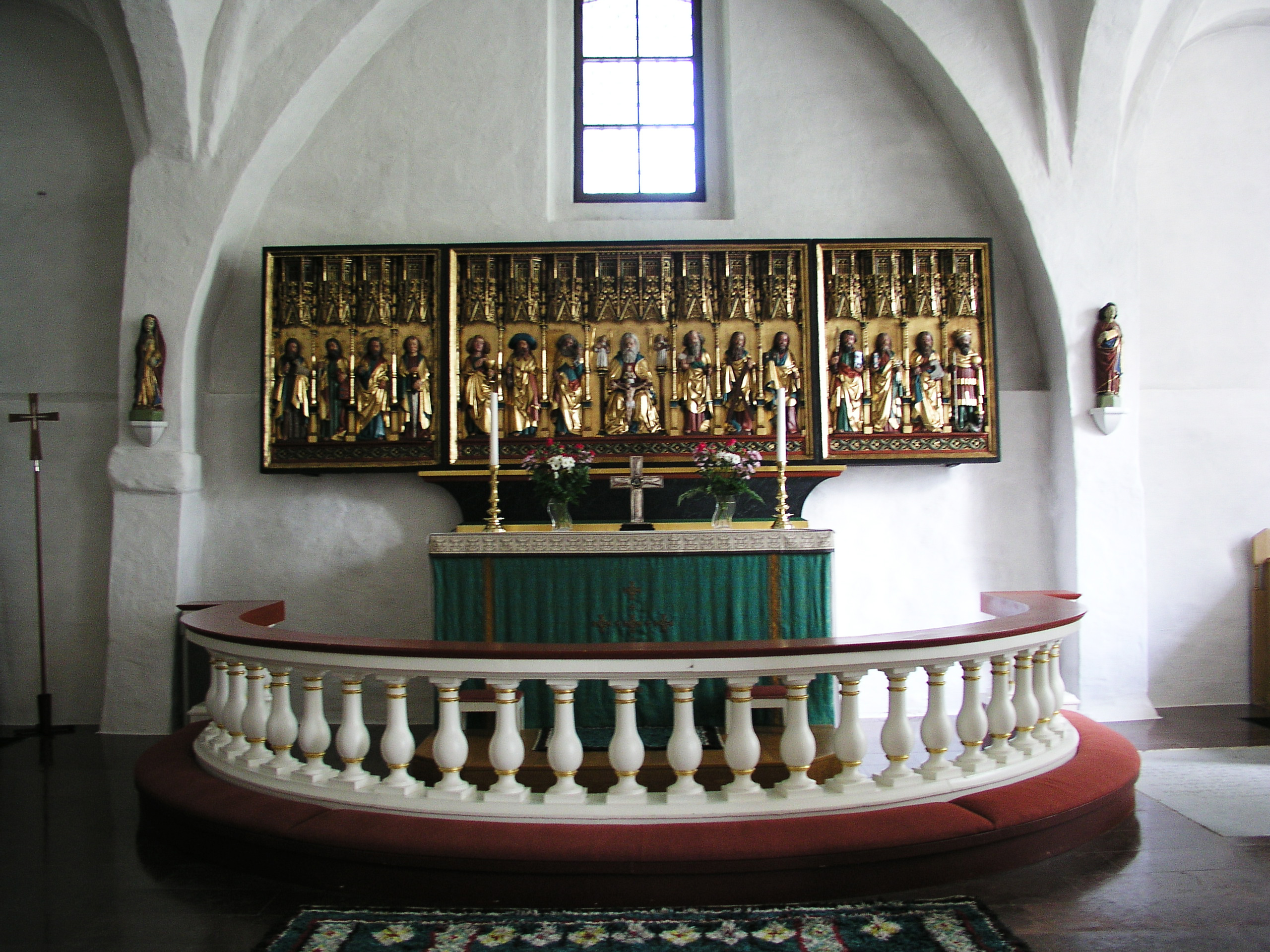
Altarskåpet
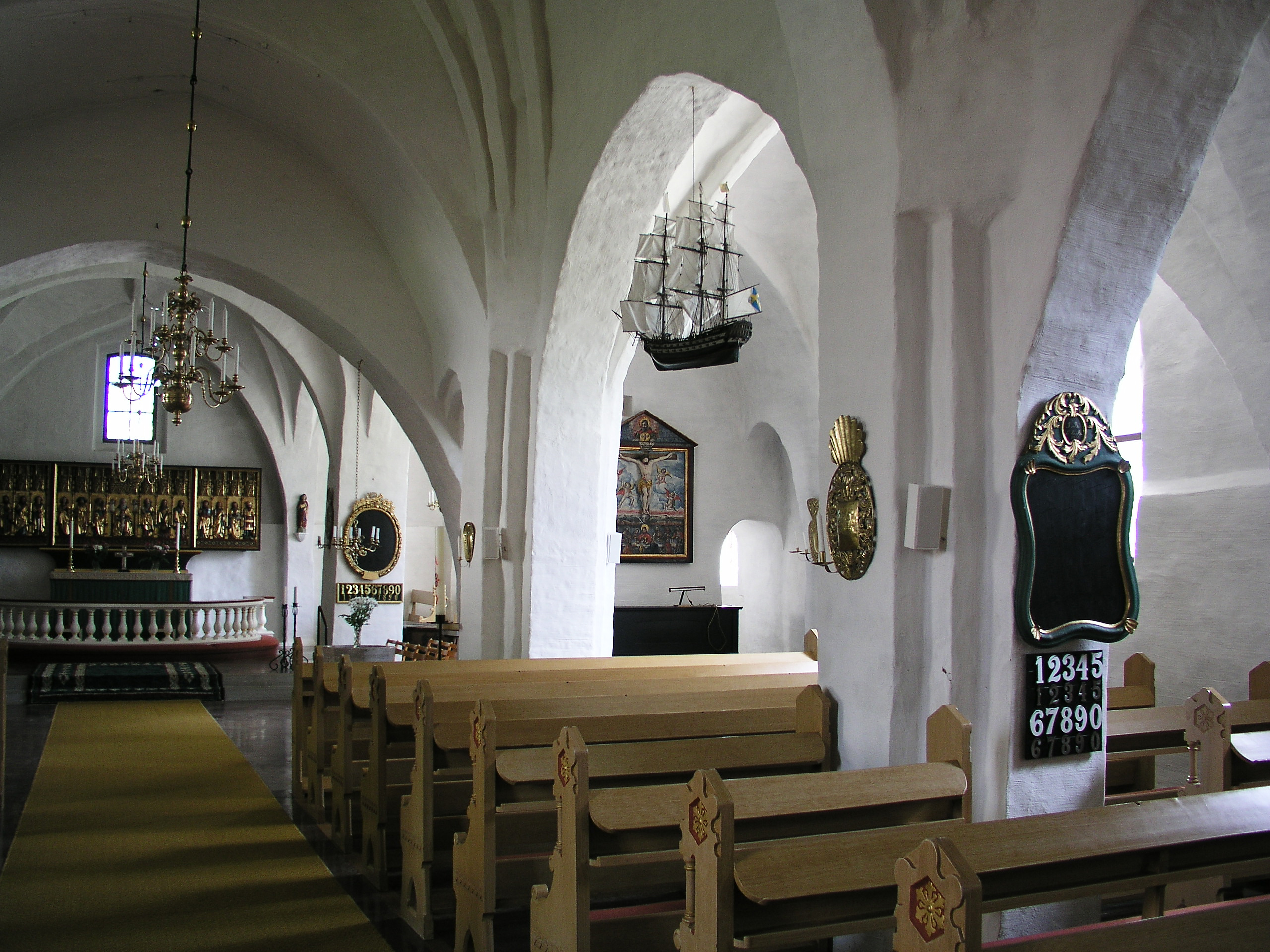
interiör
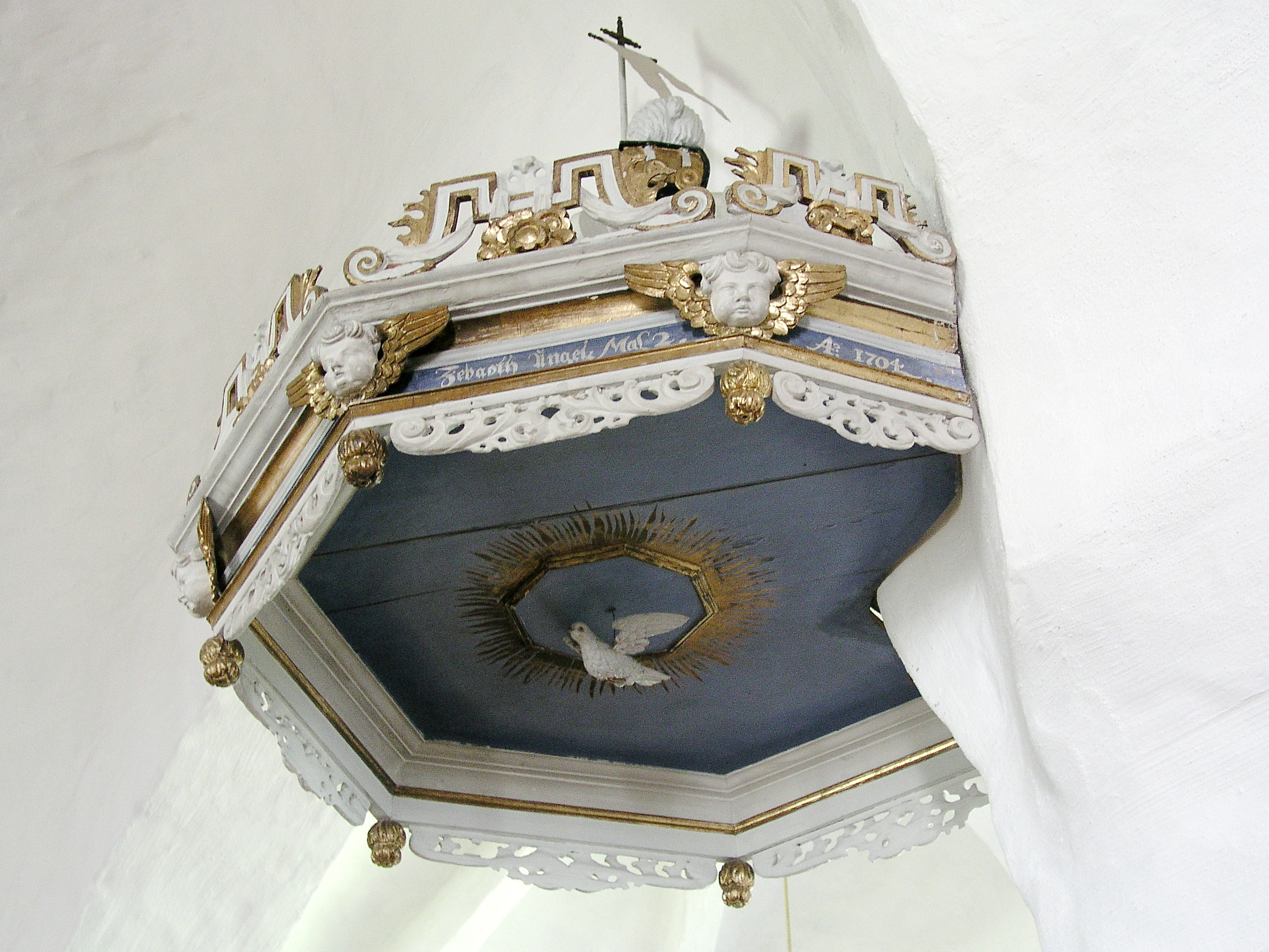
Predikstolstak
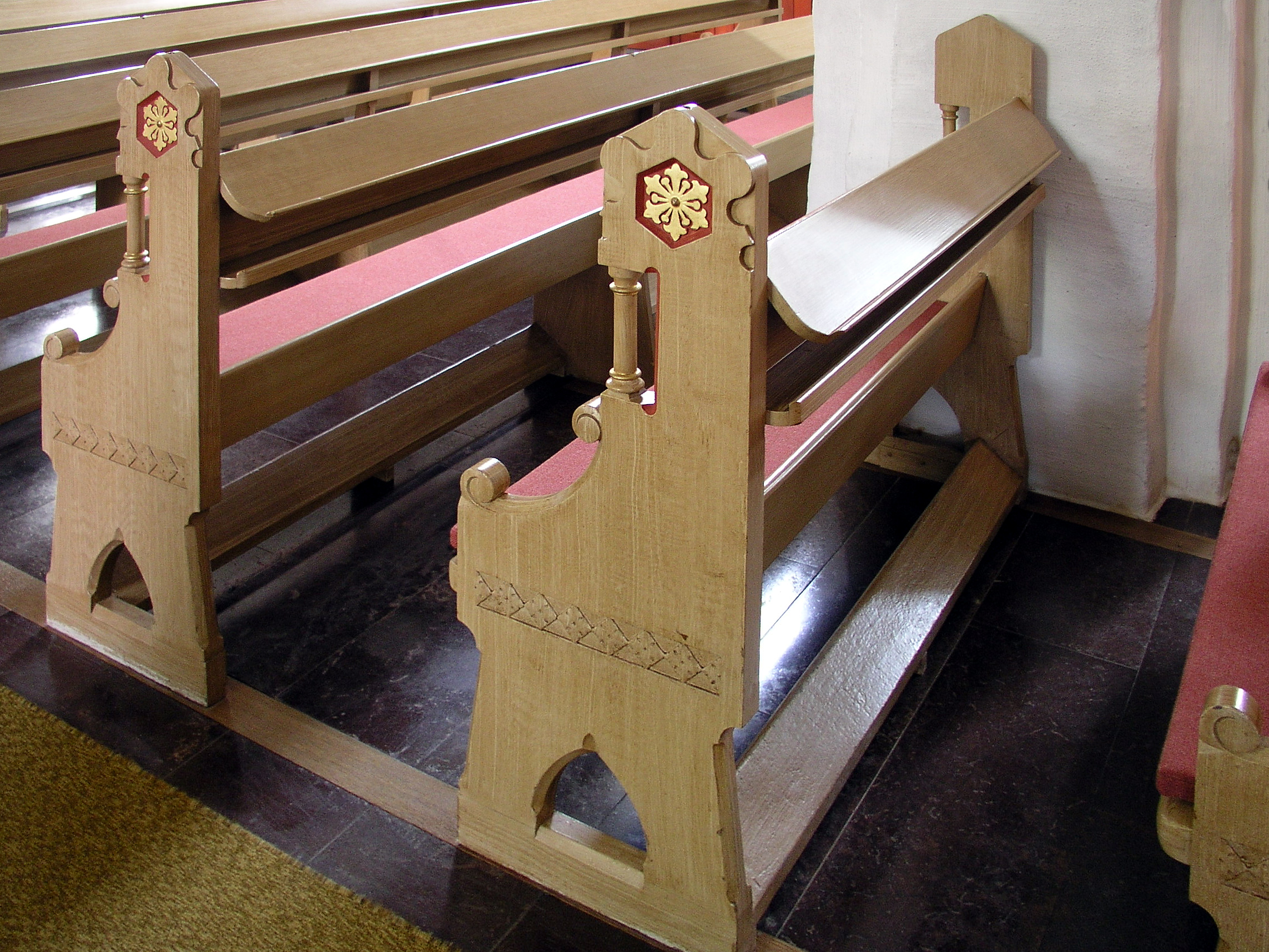
Kyrkbänk
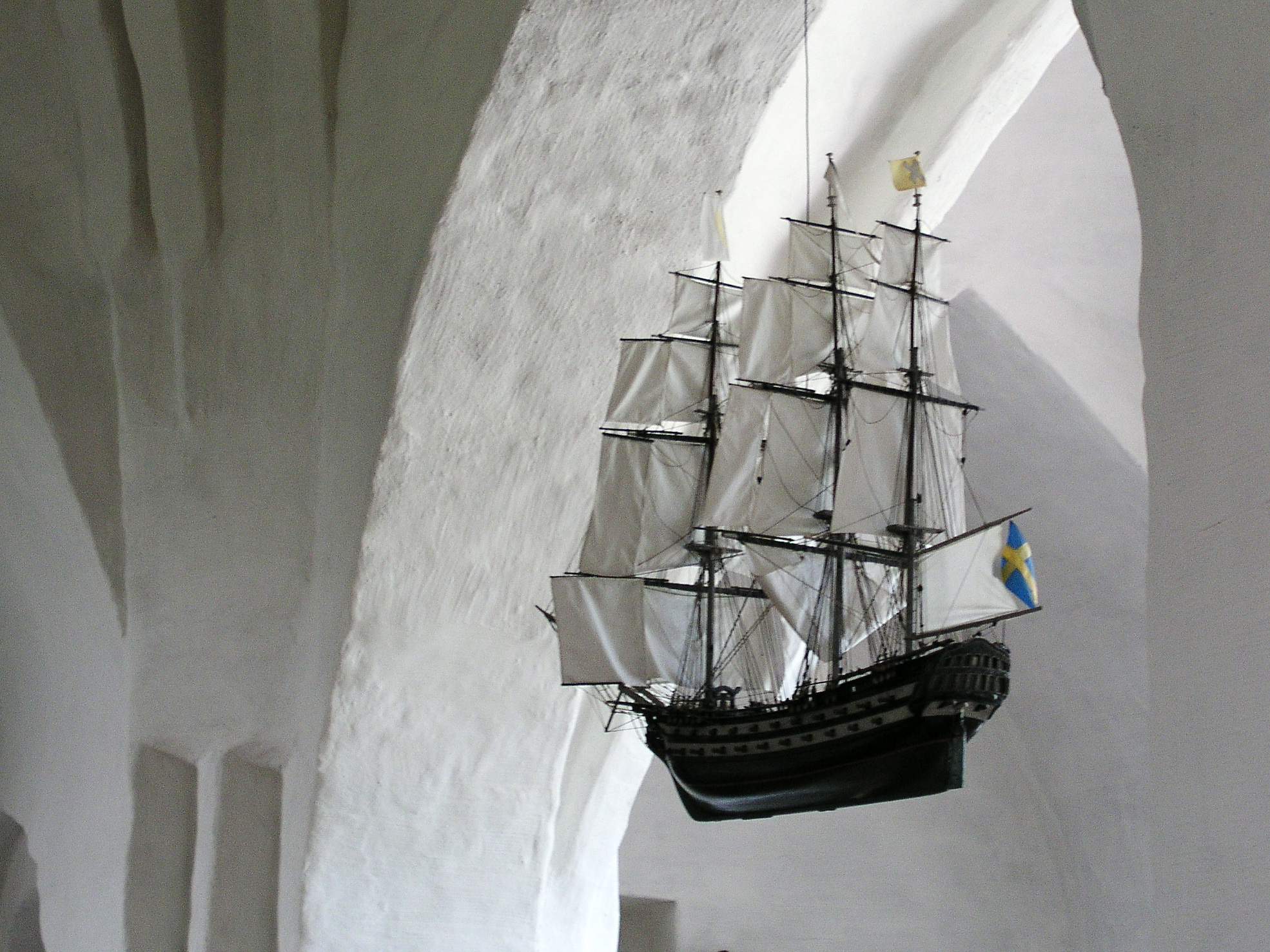
Votive Skepp
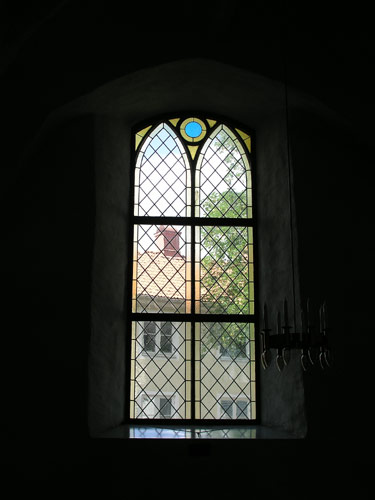
Fönster
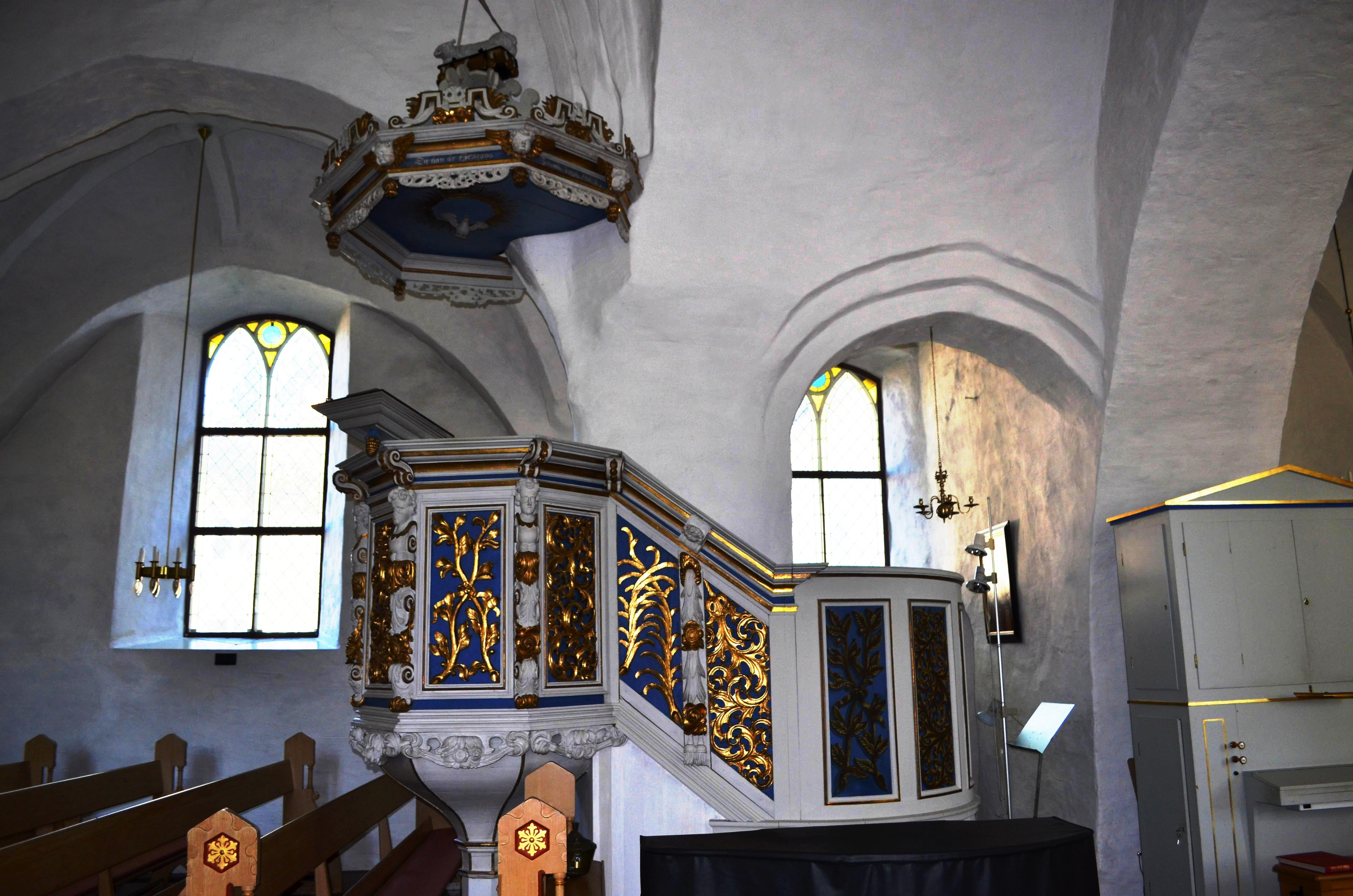
Drothems kyrkas predikstol
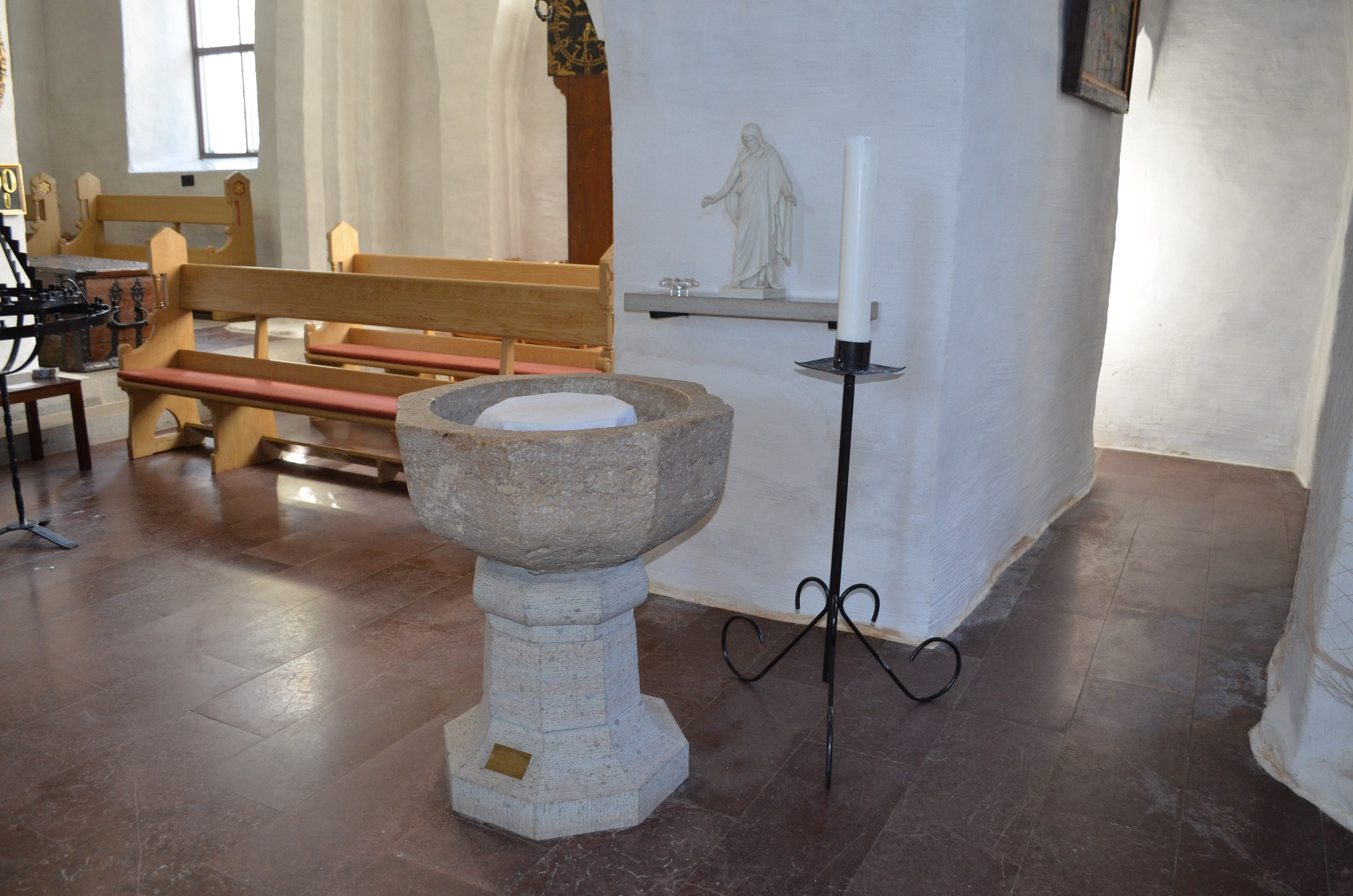
Drothems kyrkas dopfunt

|  |  |  |

## Inredning
- Altarskåp av ek, nordtyskt arbete från 1400-talets sista fjärdedel. Altarskåpet är tillverkat i Lübeck under 1400-talets senare del. Det restaurerades 1892.
- Dopfunt av kalksten från gotländsk verkstad, 1200-talet. Foten tillverkades 1949.
- Krucifix av trä från verkstad i Östergötland, 1400-talets andra hälft.
- Träskulptur av ek, Johannes ur kalvariegrupp, nordtyskt arbete från 1400-talets sista fjärdedel.
- Altartavla från 1600–1649.
- Predikstol från 1704.

I kyrkans ägo finns även en altartavla (eller överdelen till ett epitafium) från 1600-talets förra hälft, som kan ha tillvaratagits från någon av de nu försvunna kyrkorna eller kapellen i staden.

## Orgel

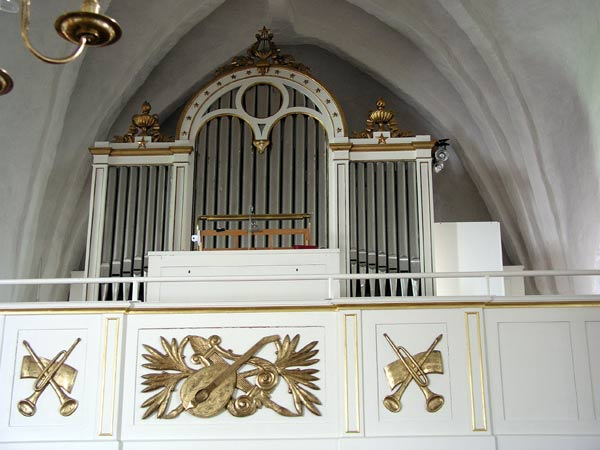
Orgel

- Den 21 december 1646 skänkte överstelöjtnanten Anders Watz en regal till kyrkan. Den förbättrades före 1787 av G. Sack och blev då orgelverk.[1]
- Vid okänd tidpunkt: Johan Agerwall, Söderköping, (†1711) arbetar med ett orgelverk.[källa behövs] Ett femstämmigt positiv skänktes av landshövdingen Gustaf Adolf von der Osten.[2]
- 1812: Orgelbyggare Lorentz Peter Lorin bygger ett orgelverk
- 1877 eller 1878: Firma E. A. Setterquist & Son, Örebro, bygger en 9-stämmig mekanisk piporgel.
- År 1957 byggde Åkerman & Lund, Stockholm, en 16-stämmig rörpneumatisk orgel.[3]

| Huvudverk I C-g3 | Svällverk II C-g3 | Pedal C-f1 | Koppel   | Övrigt           |
| Principal 8'     | Rörflöjt 8'       | Subbas 16' | II/I     | Registersvällare |
| Gedackt 8'       | Salicional 8'     | Oktava 8'  | II/P     |                  |
| Oktava 4'        | Flöjt 4'          | Flöjt 4'   | I/P      |                  |
| Täckflöjt 4'     | Kvintadena 2'     |            | II 16'/I |                  |
| Waldflöjt 2'     | Nasat 1 1⁄3'      |            |          |                  |
| Mixtur 3-4 chor  | Scharf 2-3 chor   |            |          |                  |
| Trumpet 8'       | Tremolo           |            |          |                  |
|                  | Crescendosvällare |            |          |                  |

- Den nuvarande orgel byggdes 2023–2024 av Tostareds kyrkorgelfabrik.

| Huvudverk I    | Svällverk II        | Pedal        | Koppel |
| Borduna 16'    | Violinprincipal 8'  | Subbas 16'   | II/I   |
| Principal 8'   | Rörflöjt 8'         | Principal 8' | II/P   |
| Flûte harm. 8' | Salicional 8'       | Borduna 8'   | I/P    |
| Borduna 8'     | Voix céleste 8'     | Octava 4'    |        |
| Gamba 8'       | Principal 4'        | Basun 16'    |        |
| Octava 4'      | Flûte octaviante 4' |              |        |
| Täckflöjt 4'   | Nasard 2 2/3'       |              |        |
| Octava 2'      | Flageolette 2'      |              |        |
| Mixtur III     | Ters 1 3/5'         |              |        |
| Trumpet 8'     | Corno 8'            |              |        |
|                | Oboe 8'             |              |        |
|                | Tremolo             |              |        |
|                | Crescendosvällare   |              |        |

## Övriga byggnader

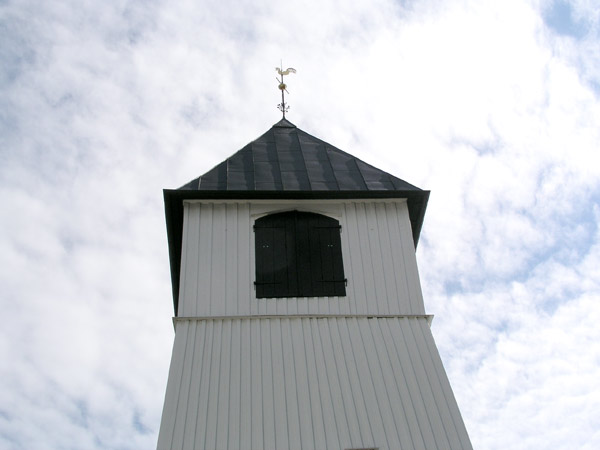
Klockstapel med tupp

Gravkor byggdes 1920, klockstapel och klocktorn är från 1700–1799. Kyrkogården inhägnas av en kallmur.